# Donji Karin
Donji Karin je naselje na Hrvaškem, ki upravno spada pod mesto Benkovac Zadrske županije.
Donji Karin leži na južni obali Karinskega morja okoli 2 km zahodno Gornjega Karina in 16 km severno od Benkovca. Ob obali stoji veliko število počitniških hišic. Ob presihajoči rečici je nastalo središče tega raztresenega naselja, ki ga sestavlja niz zaselkov.

## Zgodovina
Na lokaciji Miodrag se nahajajo ostanki ilirske megalitske utrdbe z otanki hrama boginje Latre, rimski amfiteater in srednjeveška turška utrdba. .  Na področju današnjega Donjega Karina se je nahajalo utrjeno ilirsko, kasneje še keltsko in rimsko naselje Corinium, ki je ležalo ob tedanji cesti, ki je povezovala notranjost antične province v kateri so živeli Liburni z Zadrom. V zgodnjem srednjem veku je bil pod oblastjo ostrogotov (5. do 6. stol.), Bizantinskega cesarstva (6. do 7. stol.), Frankovskega cesarstva (7. do 9. stol.) ter nato od 10. stol. v sestavu Hrvaške. Okoli leta 950 ga pod imenom Cori (grško τὸ ϰόρı) omenja Konstantin VII. Porfirogenet kot središče ene od enajstih hrvaških županij. V poznem srednjem veku je bil Karin med drugim v lasti družin Gusići in Karlovići, med leti 1527 do 1685 so bili njegovi gospodarji Turki, nato pa Benečani. Na izlivu rečice Karišnice v morje je verjetno že od 9. stol. stal benediktinski samostan. Na njegovih ruševinah je bil leta 1429 zgrajen sedanji frančiškanski samostan Svete Marije Brezgorješne.

## Demografija
| Pregled števila prebivalcev po letih | Pregled števila prebivalcev po letih | Pregled števila prebivalcev po letih | Pregled števila prebivalcev po letih | Pregled števila prebivalcev po letih | Pregled števila prebivalcev po letih | Pregled števila prebivalcev po letih | Pregled števila prebivalcev po letih | Pregled števila prebivalcev po letih | Pregled števila prebivalcev po letih | Pregled števila prebivalcev po letih | Pregled števila prebivalcev po letih | Pregled števila prebivalcev po letih | Pregled števila prebivalcev po letih | Pregled števila prebivalcev po letih |
| ------------------------------------ | ------------------------------------ | ------------------------------------ | ------------------------------------ | ------------------------------------ | ------------------------------------ | ------------------------------------ | ------------------------------------ | ------------------------------------ | ------------------------------------ | ------------------------------------ | ------------------------------------ | ------------------------------------ | ------------------------------------ | ------------------------------------ |
| 1857                                 | 1869                                 | 1880                                 | 1890                                 | 1900                                 | 1910                                 | 1921                                 | 1931                                 | 1948                                 | 1953                                 | 1961                                 | 1971                                 | 1981                                 | 1991                                 | 2001                                 |
| 0                                    | 0                                    | 21                                   | 14                                   | 8                                    | 31                                   | 0                                    | 0                                    | 698                                  | 749                                  | 724                                  | 649                                  | 575                                  | 514                                  | 101                                  |